# Бенишангуль-Гумуз
Бенишангу́ль-Гуму́з (амх. ቤንሻንጉል-ጉምዝ) — один из 12-ти регионов (штатов) Эфиопии, ранее известный как регион 6, граничит с Суданом и Южным Суданом. Административный центр — город Асоса. Состав региона прописан в конституции 1995 года. Он образовался из западной части провинции Годжам (севернее реки Аббай), а также северо-западной части провинции Велега (южнее реки Аббай).

## Население
По данным переписи 2007 года население региона составляет 784 345 человек: 398 655 мужчин и 385 690 женщин. Городское население насчитывает 105 926 человек (13,51 %). Средняя плотность населения — 15,91 чел/км². В регионе насчитывается 174 445 отдельных хозяйств. В среднем в одном хозяйстве проживает 4,5 человека (в городском хозяйстве — 3,6 человек, а в сельском хозяйстве — 4,7 человек). Этнический состав: берта (25,41 %), амхара (21,69 %), гумуз (20,88 %), оромо (13,55 %), шинаша (7,73 %), ави (4,22 %). Мусульмане составляют 44,98 % населения; православные христиане — 33,30 %; протестанты — 13,53 %; оставшиеся 7,09 % придерживаются традиционных верований.
По данным прошлой переписи 1994 года население региона составляло 460 459 человек: 233 013 мужчин и 227 446 женщин. городское население насчитывало 36 027 человек (7,82 %). Основными этническими группа были: берта — 27 %; гумуз — 23 %; амхара — 22 %; оромо — 13 % и шинаша — 7 %. 44,1 % населения исповедовали ислам; 34,8 % были православными; 5,8 % — протестантами и 13,1 % — были приверженцами традиционных верований.
По данным CSA на 2004 год только 27,23 % населения имеют доступ к чистой питьевой воде (22,35 % в сельской местности и 58,53 % в городах). Уровень грамотности составляет 47,4 % для мужчин и 23,2 % для женщин. Детская смертность составляет 84 на 1000 родившихся (что выше среднего по стране показателя 77 на 1000).

## Административное деление
Зоны
- Асоса
- Камаши
- Метекел

Ворэды
- Мао-Комо
- Пауэ